# Mastertronic
Mastertronic var en brittisk datorspelsutvecklare och datorspelsdistributör som grundades 1983 och som specialiserade sig på att släppa lågbudgetspel. Företaget köptes av Sega 1987 och blev då Segas europeiska distributör av datorspel. Under 1991 försvann de sista anställda från Mastertronic in i Sega.